# Astragalus flexus
Astragalus flexus är en ärtväxtart som beskrevs av Fisch.. Astragalus flexus ingår i släktet vedlar, och familjen ärtväxter. Inga underarter finns listade i Catalogue of Life.